# Blanche (namn)

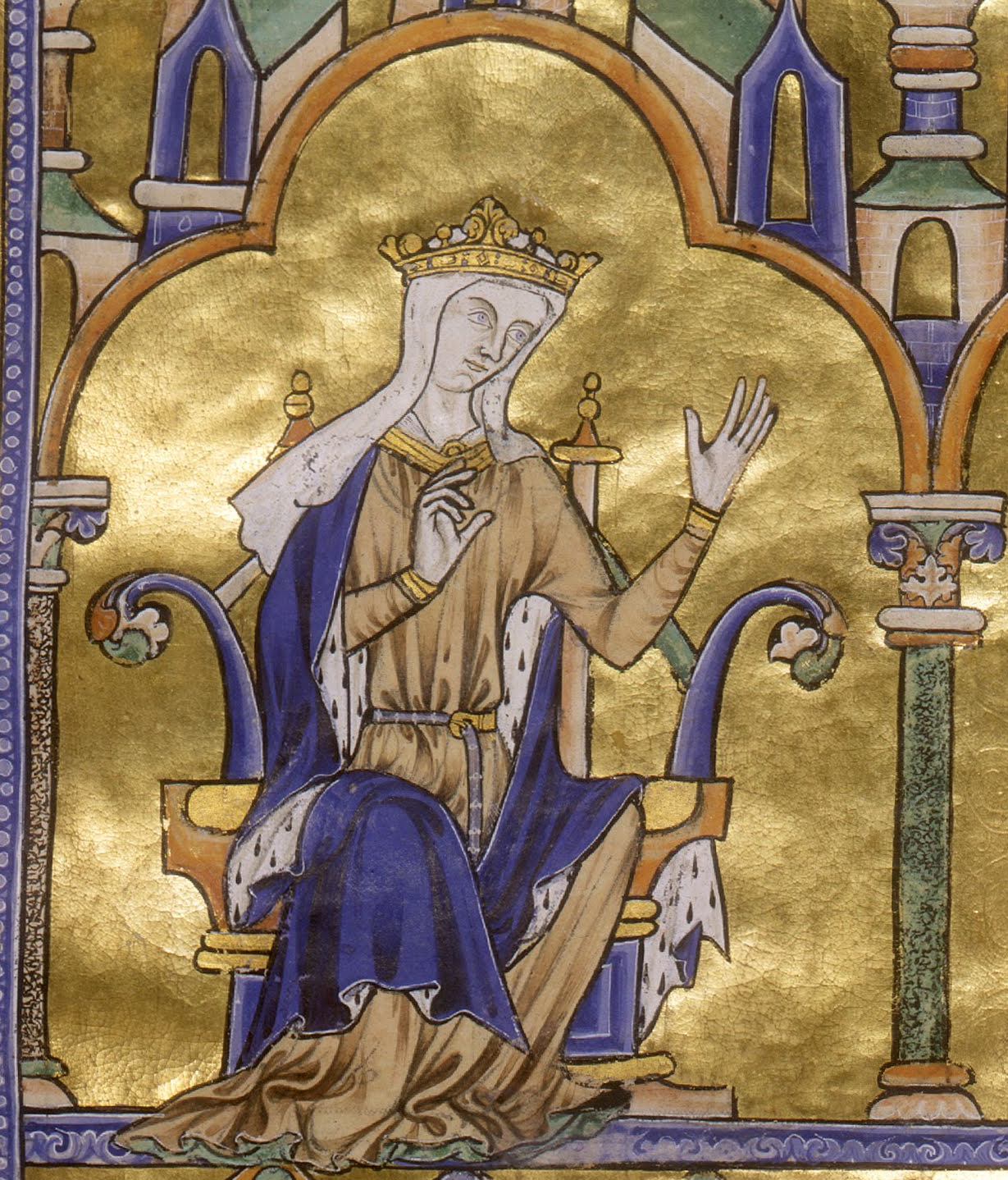
Blanche av Kastilien

Blanche är en fransk form av det germanska namnet Blanka som betyder blank, glänsande, vit. Namnet har funnits i Sverige sedan 1300-talet.
Den 31 december 2014 fanns det totalt 238 kvinnor folkbokförda i Sverige med namnet Blanche, varav 67 bar det som tilltalsnamn.
Namnsdag: saknas

## Personer med namnet Blanche
- Blanche av Burgund, drottning av Frankrike och Navarra
- Blanche av Kastilien, fransk drottning och regent
- Blanche av Navarra, fransk drottning
- Blanche Baretta, fransk skådespelare
- Blanche Bingley Hillyard, brittisk tennisspelare
- Blanche Parry, engelsk hovdam
- Blanche Ravalec, fransk skådespelare
- Blanche Scott, amerikansk flygpionjär
- Blanche Sweet, amerikansk skådespelare